# Hietasalo (ö i Norra Savolax, Varkaus, lat 62,67, long 27,69)
Hietasalo är en ö i Finland. Den ligger i sjön Kallavesi och i kommunen Leppävirta i den ekonomiska regionen  Varkaus ekonomiska region  och landskapet Norra Savolax, i den centrala delen av landet, 300 km nordost om huvudstaden Helsingfors. Öns area är 79,9 hektar och dess största längd är 1,3 kilometer i öst-västlig riktning.